# Crocidura polia
Crocidura polia és una espècie de mamífer eulipotifle de la família de les musaranyes (Soricidae). És endèmica de la República Democràtica del Congo.